# 채 문후
채 문후(蔡文侯, ? ~ 기원전 592년)는 중국 춘추 시대의 인물로, 제16대 채후이다. 성은 희(姬), 휘는 신(申)이다.
제15대 채후 채 장후의 아들로, 장후 34년(기원전 612년)에 장후가 죽자 채후가 되었다. 문후 20년(기원전 592년)에 죽어 아들 경후 고가 뒤를 이었다.